# Ненадиха
Нена́диха — село в Україні, у Тетіївській міській громаді Білоцерківського району Київської області. Розташоване на лівому березі струмка Медунка (притока Молочної) за 17 км на схід від міста Тетіїв та за 7 км від станції Денгофівка. Населення становить 644 особи (станом на 1 липня 2021 р.).

## Історія
Село відоме з XVII ст. Назва села походить від козака Ненайди, який ховався в лісі від ворогів.[джерело?]
За адміністративним поділом 16-18 століть належало до Брацлавського повіту, у 19 ст. — до Таращанського повіту, а у 20 ст. — до Тетіївського району.

### Історичні пам'ятки
Поблизу Ненадихи в ХІХ столітті було шість курганів.
Перед 1793 р. в селі був побудований католицький костел. Католицька каплиця діяла у 1855 р. На сьогодні церква не збереглася.

## Населення

### Мова
Розподіл населення за рідною мовою за даними перепису 2001 року:
| Мова       | Відсоток |
| ---------- | -------- |
| українська | 96,92%   |
| російська  | 2,44%    |
| інші       | 0,64%    |

## Відомі люди
- Сліпанський Андрій Миколайович (1896—?), учений-агроном, перший віцепрезидент Всеукраїнської Академії сільськогосподарських наук.
- Сліпанчук Костянтин Прокопович[ru] (1916—1992) — командир одного з дивізіонів Червоної армії під час Другої світової війни, майор, Герой Радянського Союзу.
- Цовбун Д. В. — учасник Кронштадтського повстання 1905 року[ru].[6]

## Галерея

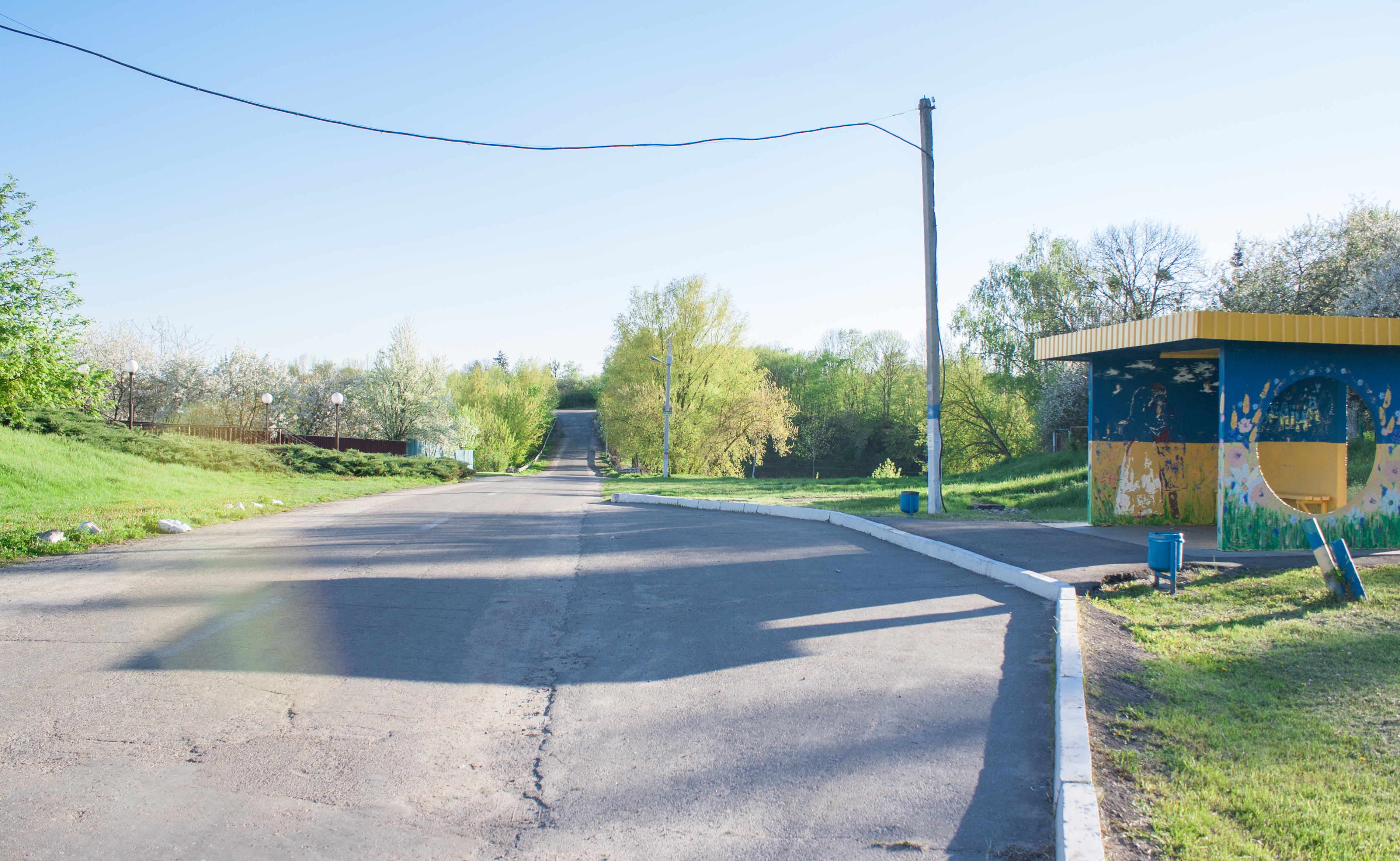
Вулиця Шевченка
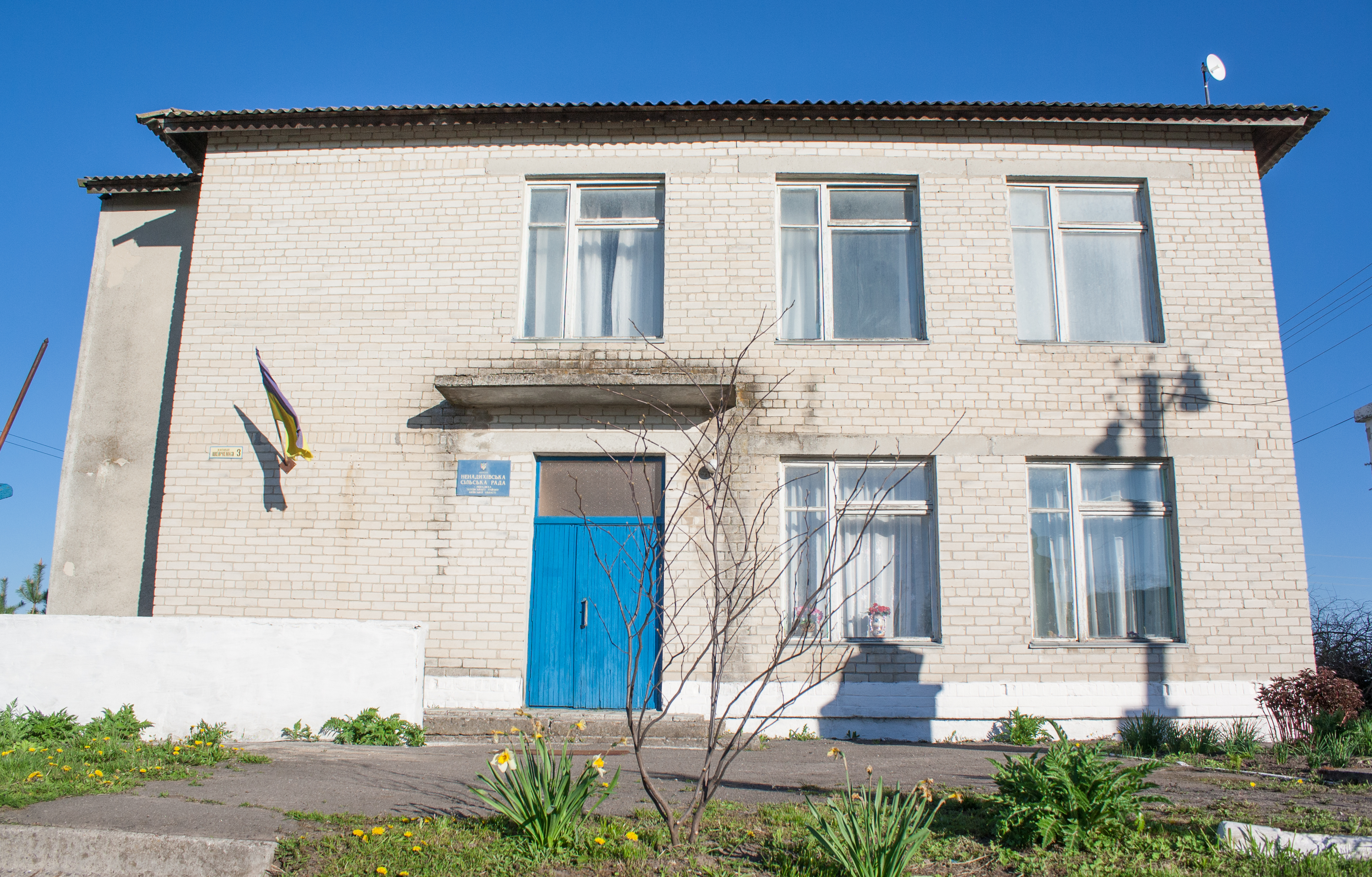
Сільська рада
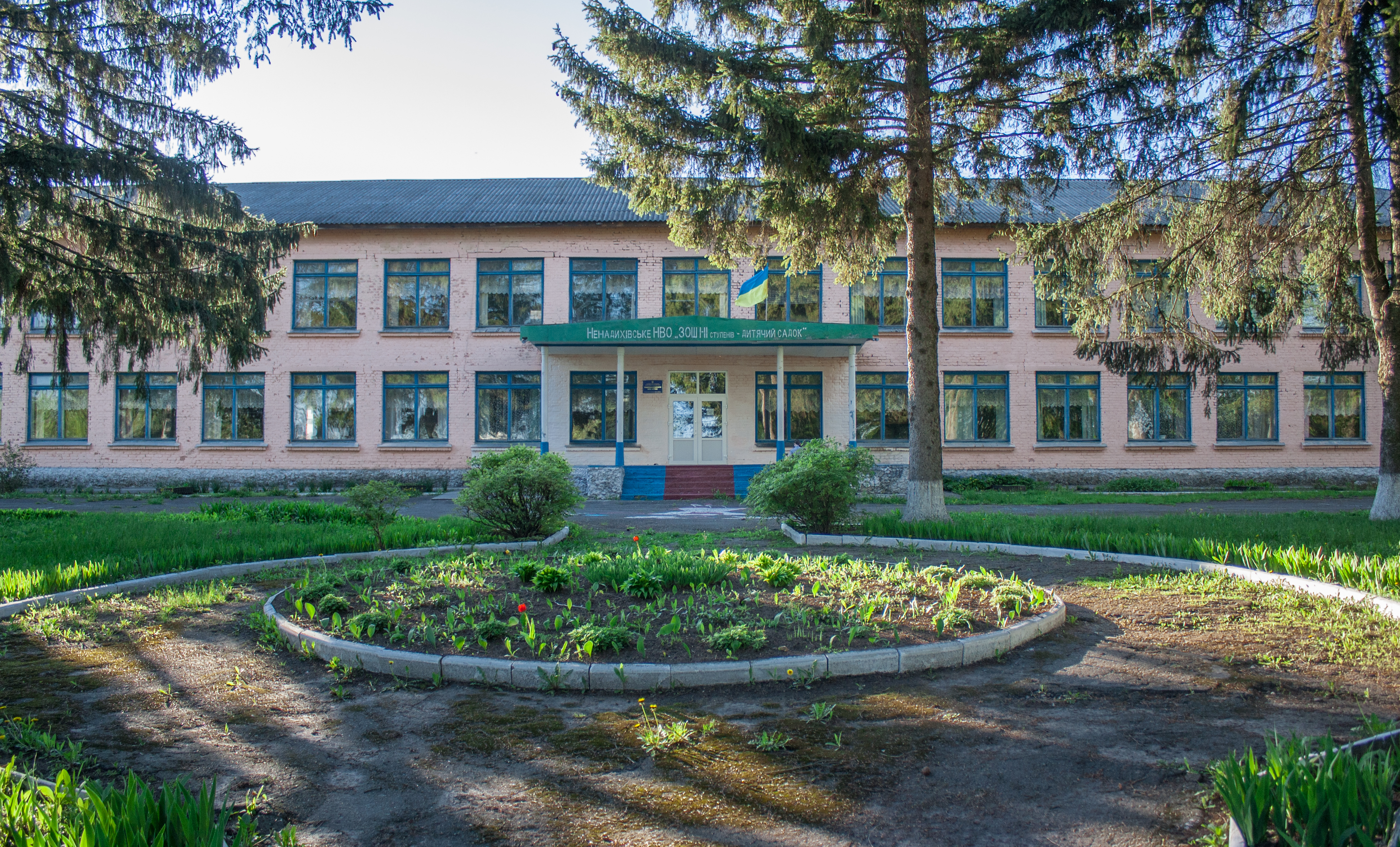
Школа
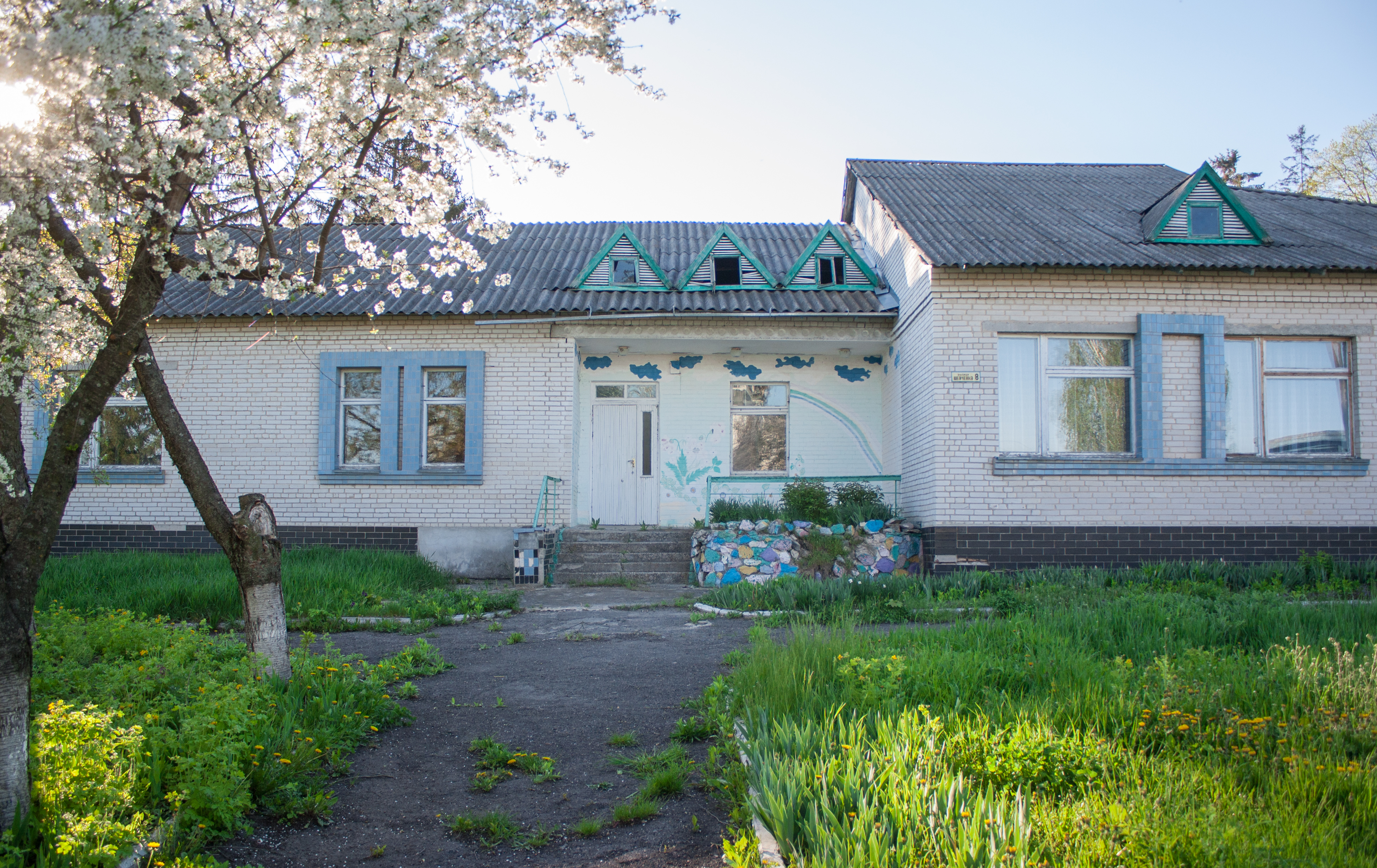
Дитсадок
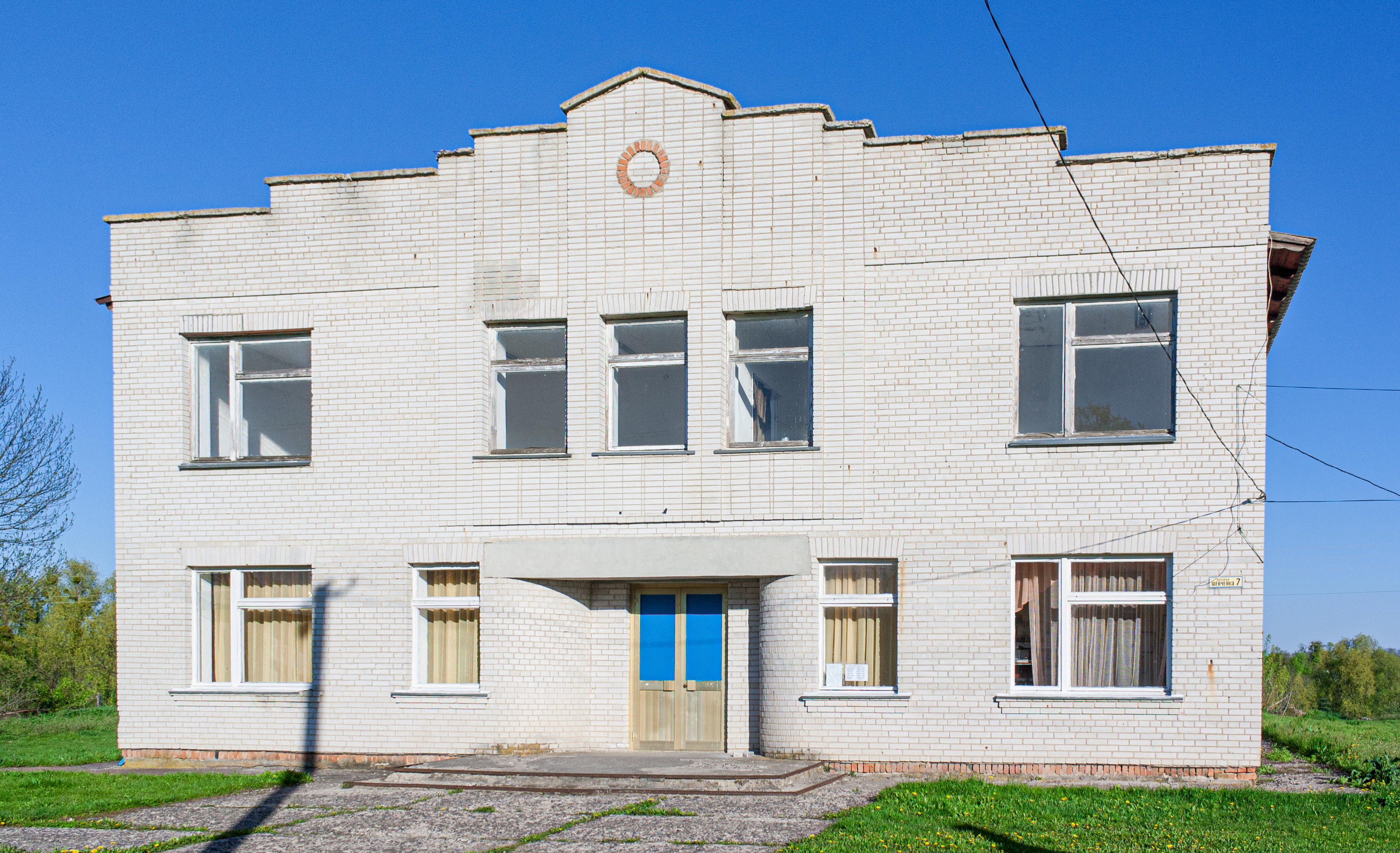
Будинок культури
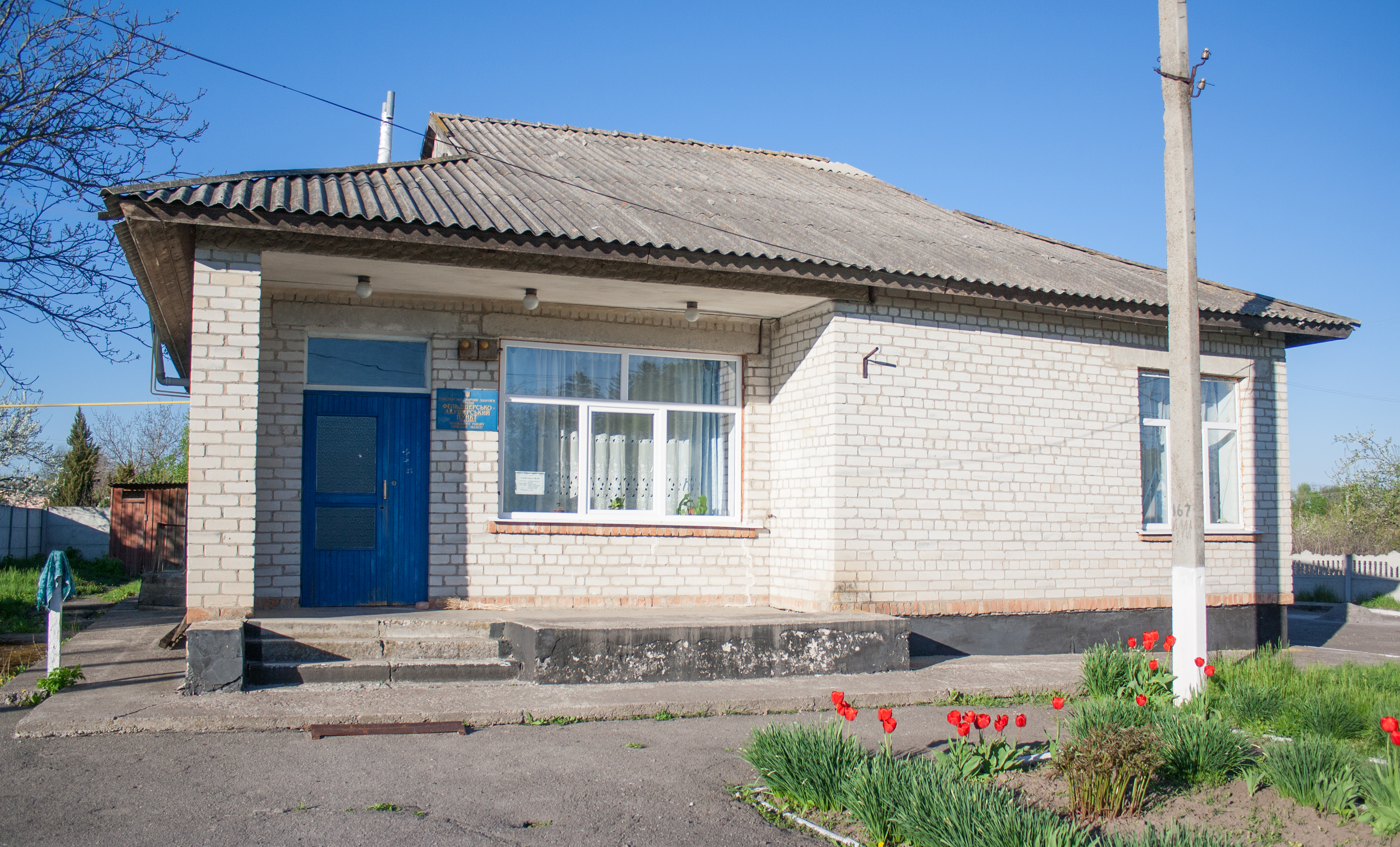
ФАП
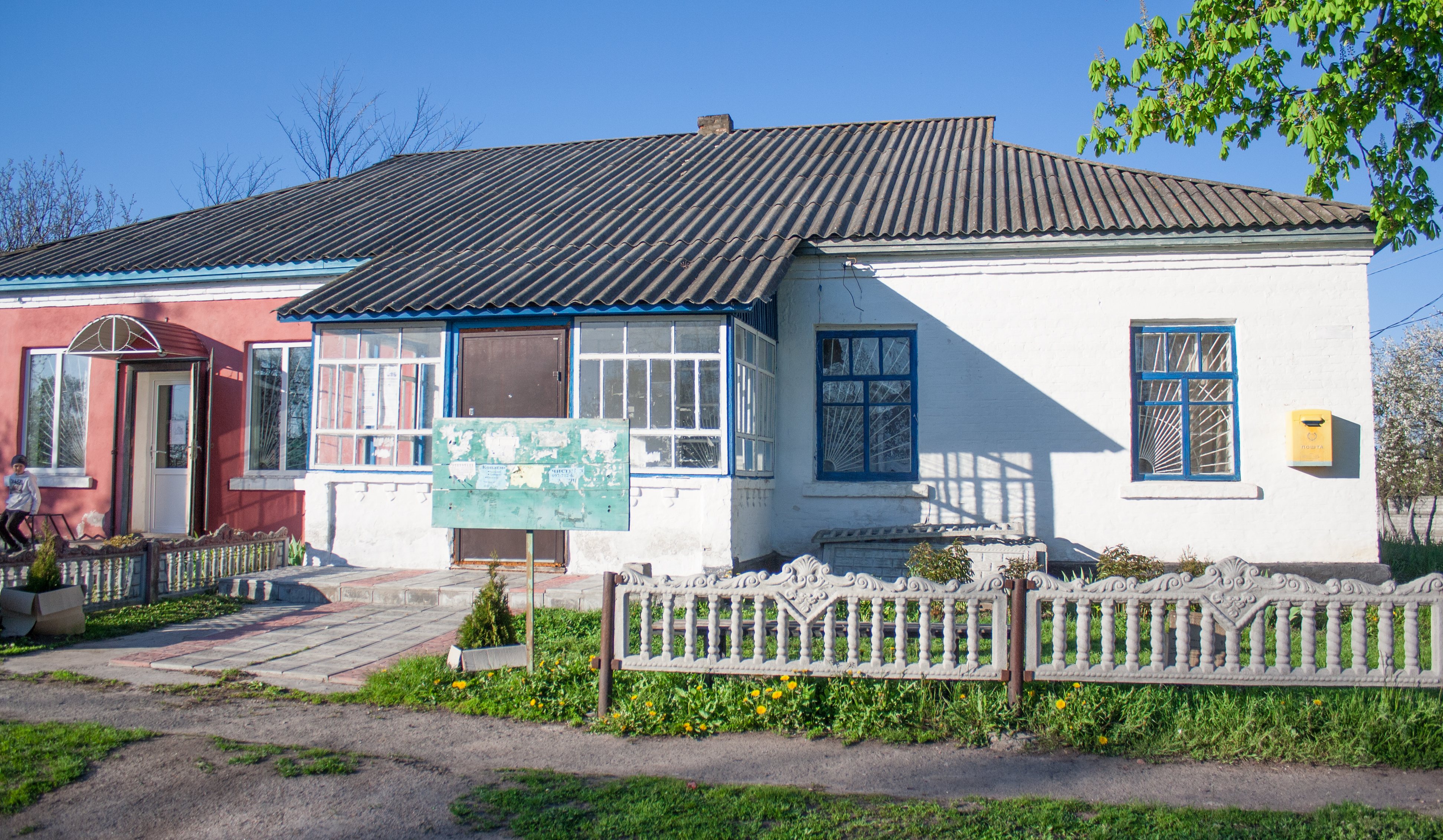
Пошта і магазин
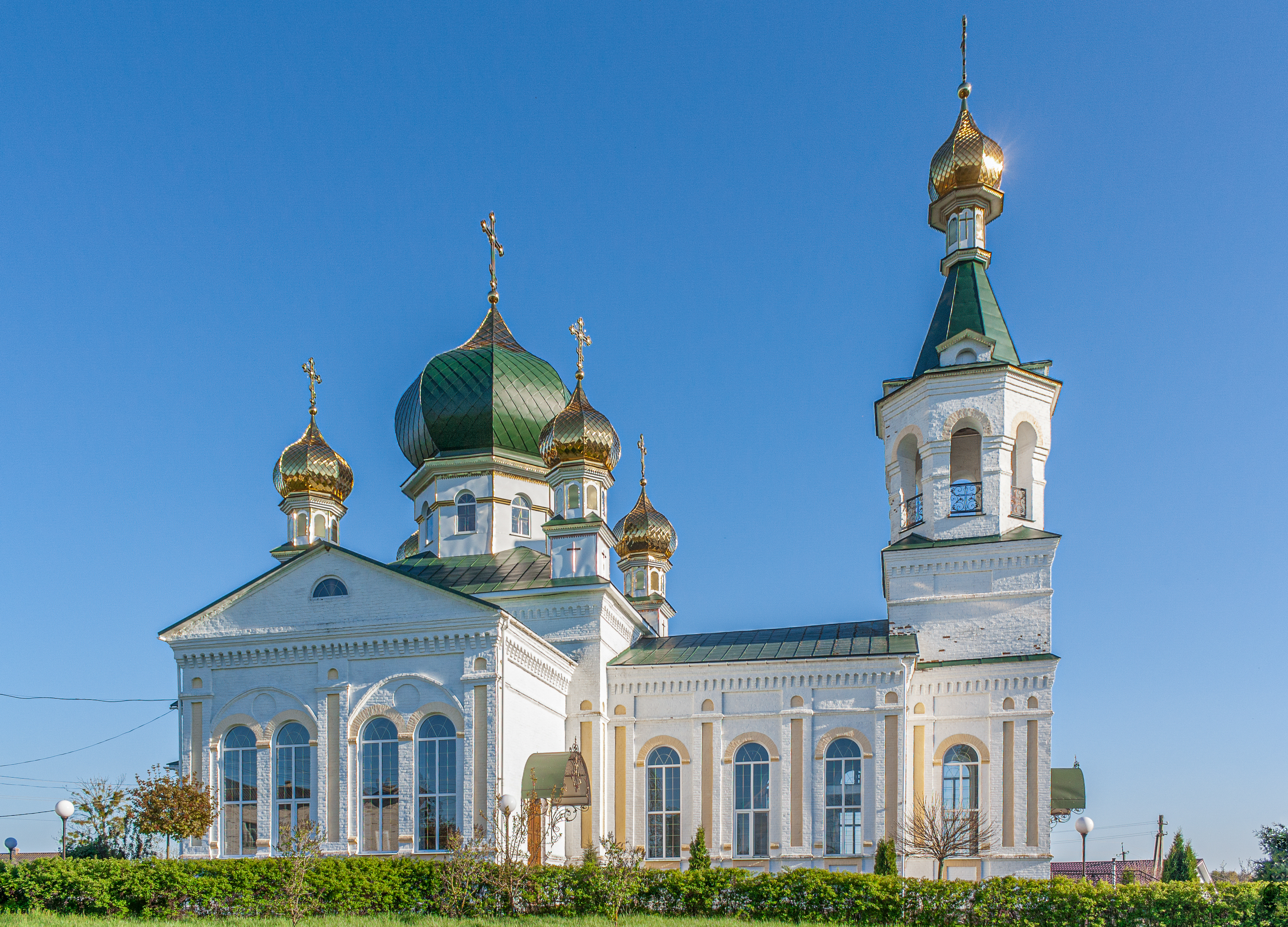
Церква Святих Іоакима і Анни (1912 р.)
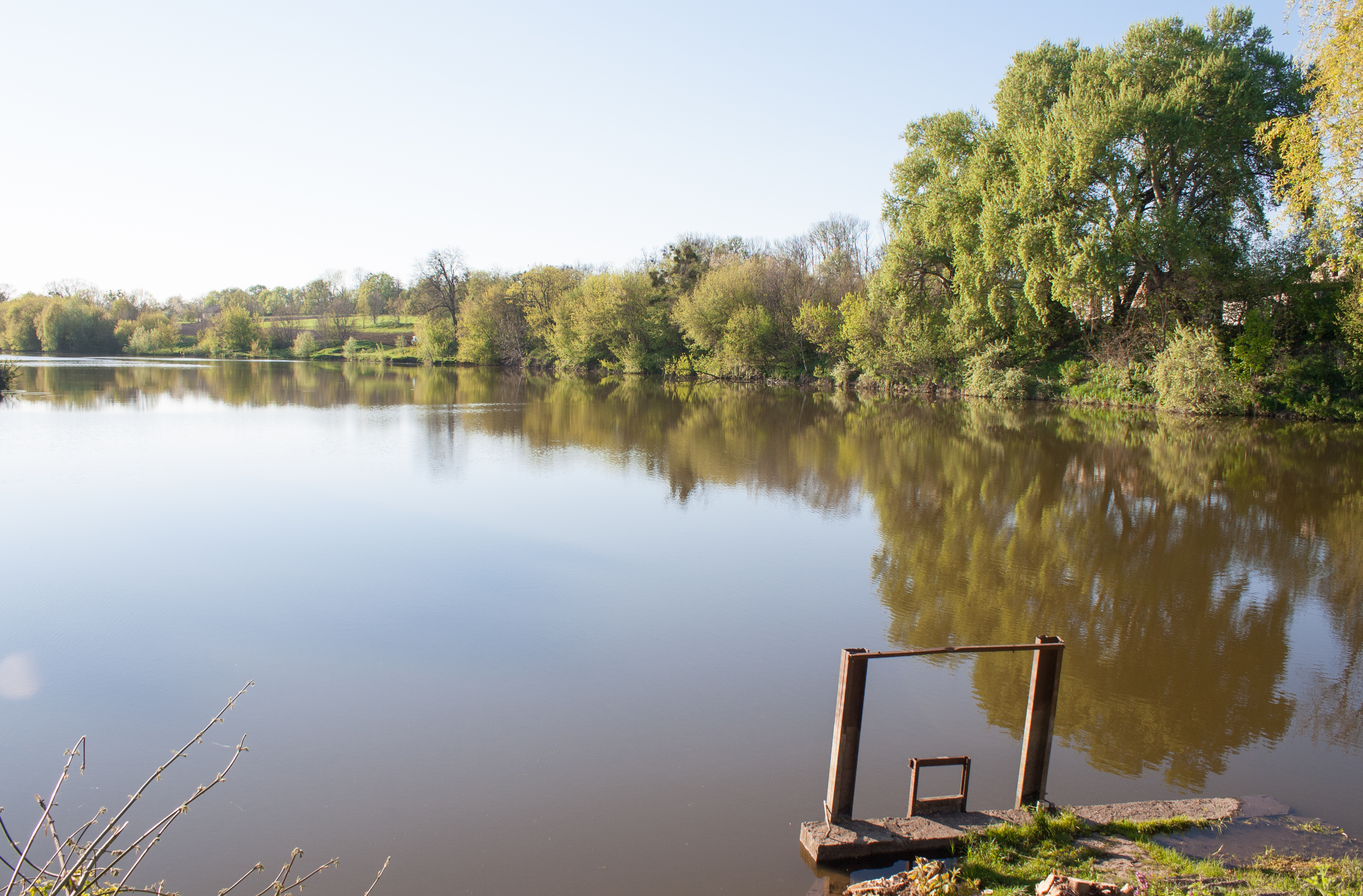
Ставок
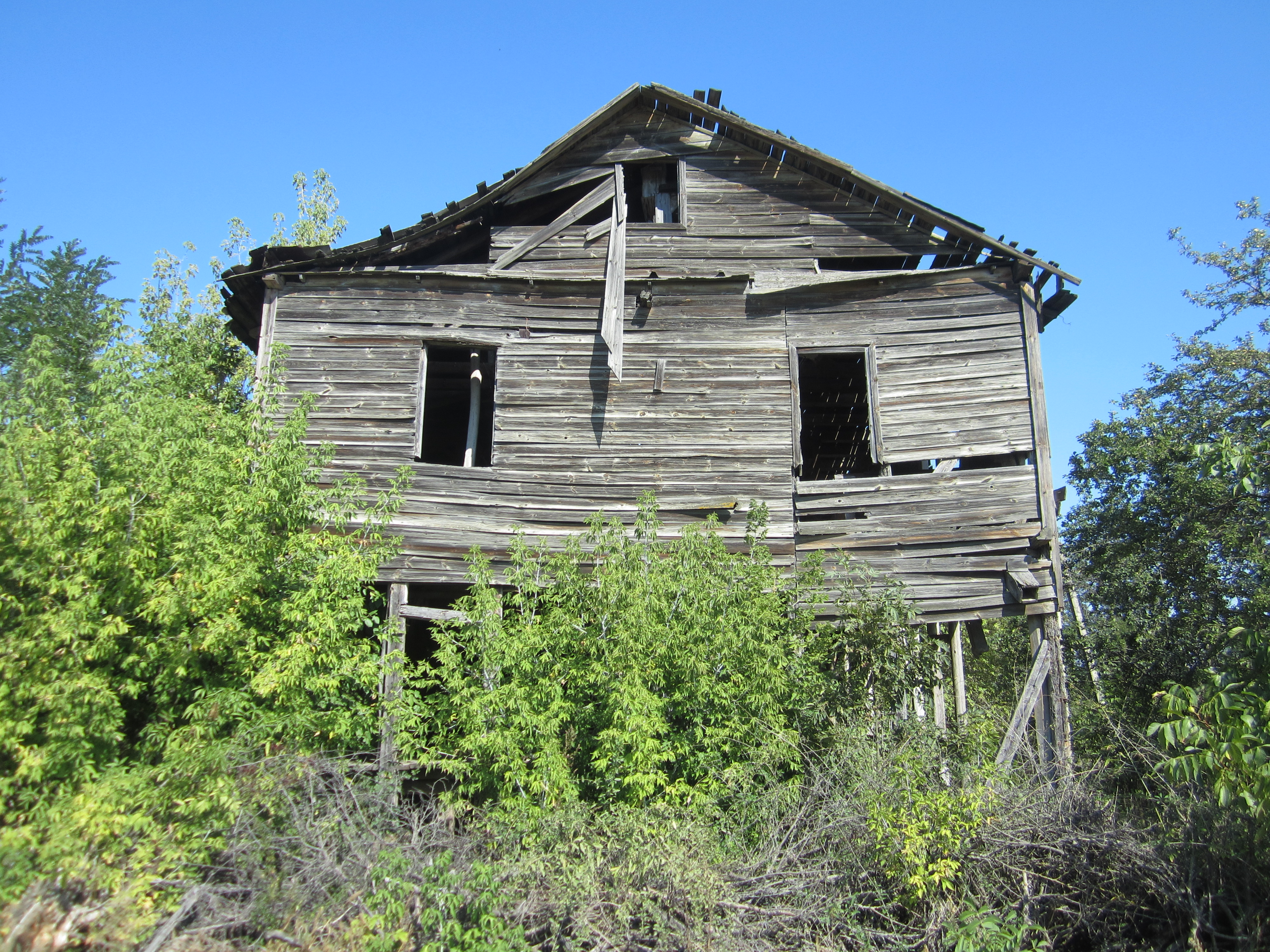
Дерев'яний млин (1912 р.)
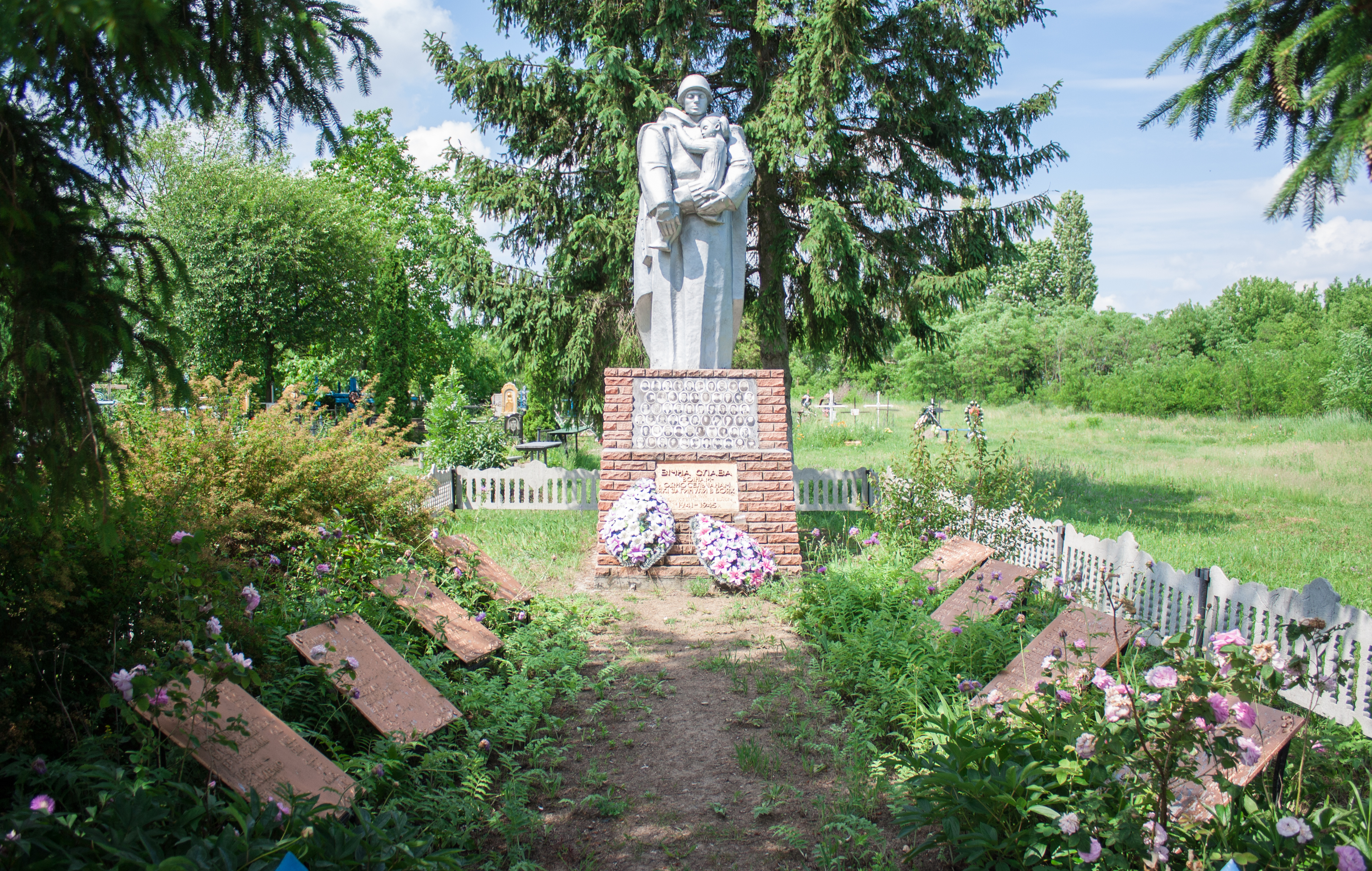
Пам'ятник воїнам-односельцям
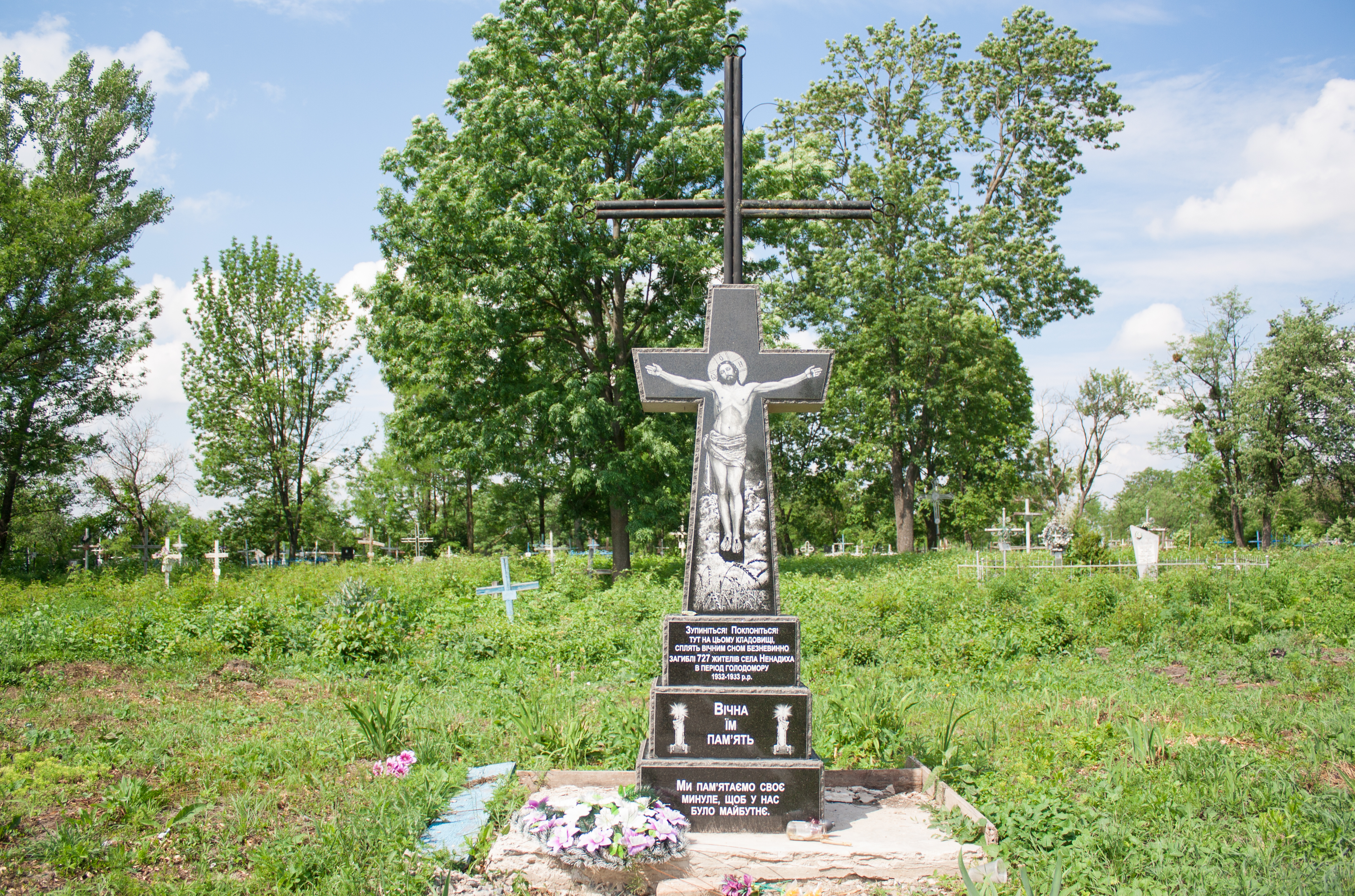
Пам’ятний знак жертвам Голодомору
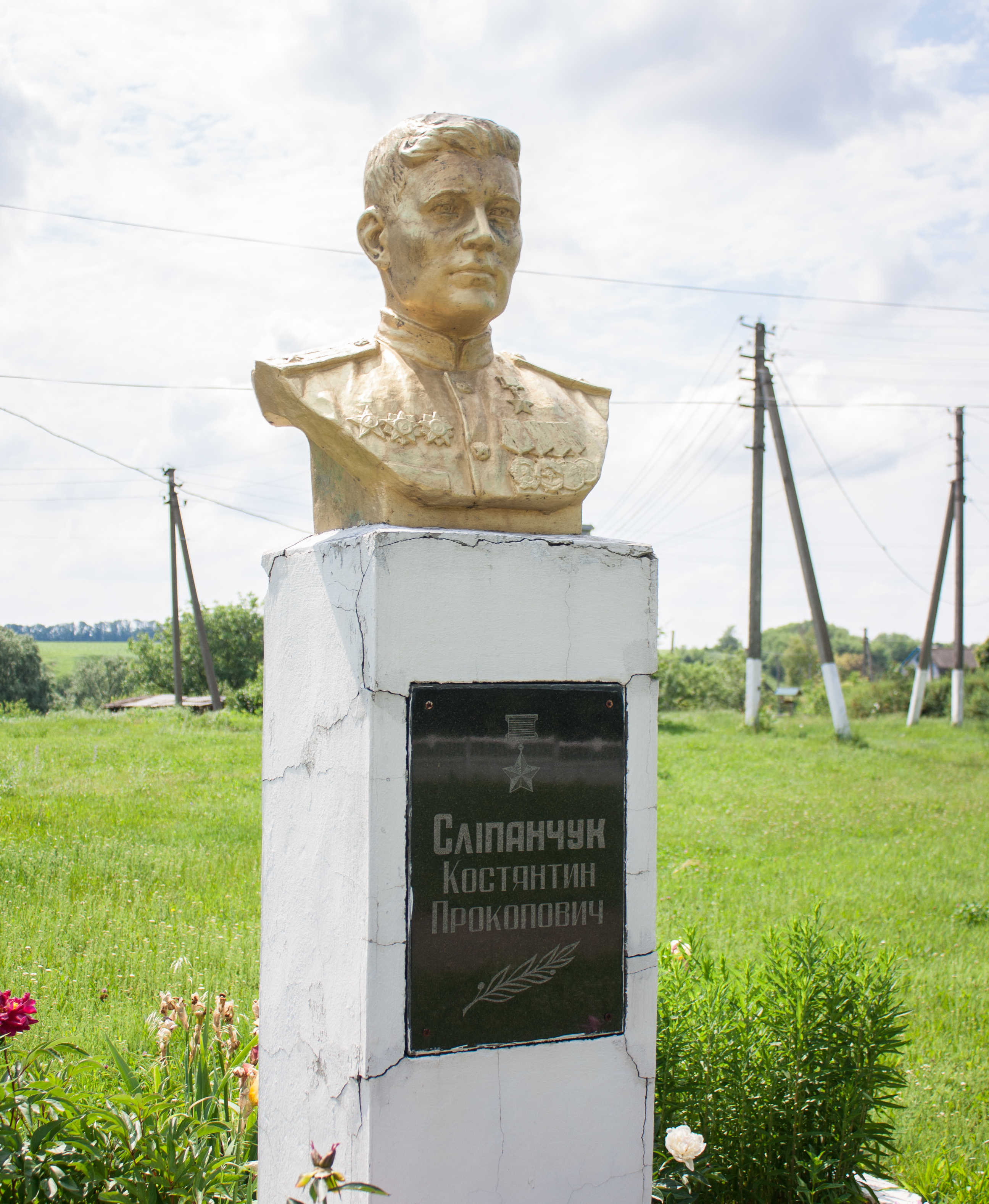
Пам’ятник Герою Рад. Союзу К.П. Сліпанчуку
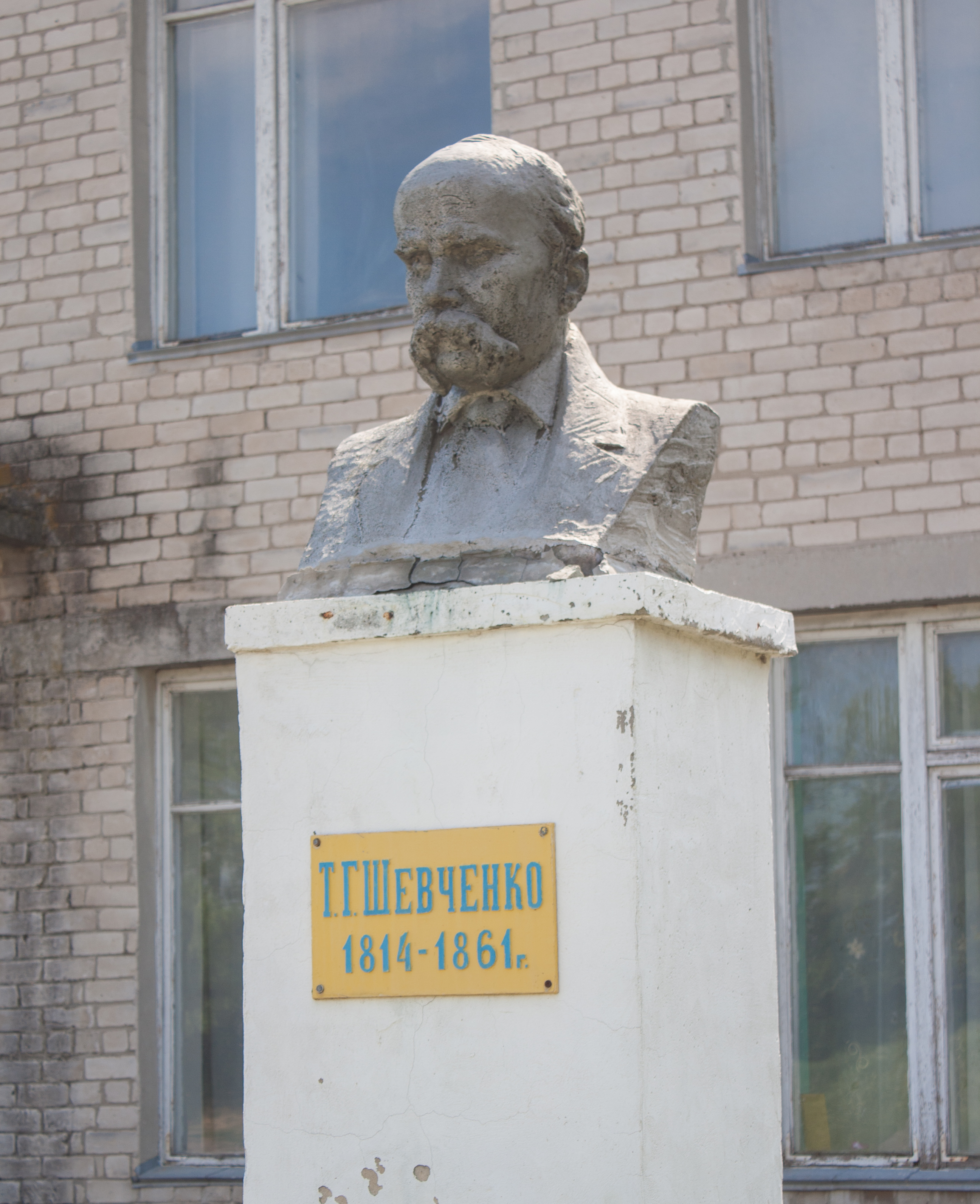
Пам'ятник Т.Г. Шевченку